# Recopa Sul-Americana de 2005
A Recopa Sul-Americana de 2005 foi a 12.ª edição do torneio, disputada em dois jogos de ida e volta, entre o colombiano Once Caldas (vencedor da Copa Libertadores da América de 2004) e o argentino Boca Juniors (vencedor da Copa Sul-Americana 2004). O Boca Juniors sagrou-se campeão.

## Participantes
| Clube        | Cidade       | Classificação                                   | Participação |
| ------------ | ------------ | ----------------------------------------------- | ------------ |
| Boca Juniors | Buenos Aires | Campeão da Copa Sul-Americana de 2004           | 3ª           |
| Once Caldas  | Manizales    | Campeão da Copa Libertadores da América de 2004 | 1ª           |

## Finais
1° jogo
| 24 de agosto de 2005 | Boca Juniors                                 | 3 – 1 | Once Caldas  | La Bombonera, Buenos Aires (Argentina) Árbitro: Carlos Chandía Auxiliares: Rodrigo González e Lorenzo Acuña |
|                      | Battaglia 3' · Cardozo 8' · González 18' (C) |       | Casierra 42' | |

| Boca Juniors | Once Caldas |

| BOCA JUNIORS: |    |               |     |     |
|               |    |               |     |     |
| G             | 1  | Abbondanzieri |     |     |
| LD            | 4  | Ibarra        | 68' |     |
| Z             | 6  | Díaz          |     |     |
| Z             | 2  | Schiavi       |     |     |
| LE            | 3  | Krupoviesa    |     |     |
| V             | 8  | Battaglia (C) |     |     |
| V             | 5  | Gago          |     |     |
| M             | 19 | Cardozo       |     | 79' |
| M             | 10 | Insúa         |     | 75' |
| A             | 14 | Palacio       |     | 87' |
| A             | 9  | Bilos         |     |     |
| Substituição: |    |               |     |     |
| V             | 11 | Vargas        |     | 75' |
| V             | 20 | Cagna         |     | 79' |
| A             | 7  | Schelotto     |     | 87' |
| Treinador:    |    |               |     |     |
| Alfio Basile  |    |               |     |     |

| ONCE CALDAS:            |    |             |     |     |
|                         |    |             |     |     |
| G                       | 1  | Mesa        |     |     |
| LD                      | 15 | Díaz        |     |     |
| Z                       | 13 | Cataño (C)  | 85' |     |
| Z                       | 21 | González    |     |     |
| LE                      | 19 | Casierra    | 28' |     |
| V                       | 23 | Casañas     |     | 23' |
| V                       | 14 | Arango      |     |     |
| V                       | 3  | Vielma      |     |     |
| M                       | 16 | Soto        |     |     |
| M                       | 10 | García      | 32' | 46' |
| A                       | 20 | Chará       | 68' | 75' |
| Substituição:           |    |             |     |     |
| M                       | 8  | Valentierra |     | 23' |
| A                       | 9  | Espiga      |     | 46' |
| A                       | 17 | Moreno      |     | 75' |
| Treinador:              |    |             |     |     |
| Carlos Alberto Valencia |    |             |     |     |

2° jogo
| 31 de agosto de 2005 | Once Caldas              | 2 – 1 | Boca Juniors | Palogrande, Manizales (Colômbia) Árbitro: Jorge Larrionda Auxiliares: Wálter Rial e Fernando Cresci |
|                      | Chará 8' · Velásquez 77' |       | Schiavi 60'  | |

| Once Caldas | Boca Juniors |

| ONCE CALDAS:            |    |             |                                   |     |
|                         |    |             |                                   |     |
| G                       | 12 | Ramírez     |                                   |     |
| LD                      | 15 | Díaz        |                                   |     |
| Z                       | 13 | Cataño (C)  | 83'                               |     |
| Z                       | 21 | González    |                                   |     |
| LE                      | 19 | Casierra    |                                   | 64' |
| V                       | 23 | Casañas     | Penalizado · Penalizado · Expulso |     |
| V                       | 5  | Velásquez   |                                   |     |
| M                       | 16 | Soto        |                                   |     |
| M                       | 8  | Valentierra |                                   |     |
| A                       | 20 | Chará       | Penalizado · Penalizado · Expulso |     |
| A                       | 9  | Espiga      |                                   | 58' |
| Substituição:           |    |             |                                   |     |
| A                       | 17 | Moreno      |                                   | 58' |
| A                       | 7  | Ruiz        |                                   | 64' |
| Treinador:              |    |             |                                   |     |
| Carlos Alberto Valencia |    |             |                                   |     |

| BOCA JUNIORS: |    |               |                                   |     |
|               |    |               |                                   |     |
| G             | 1  | Abbondanzieri |                                   |     |
| LD            | 4  | Ibarra        |                                   |     |
| Z             | 6  | Díaz          |                                   |     |
| Z             | 2  | Schiavi       | 28'                               |     |
| LE            | 3  | Krupoviesa    |                                   |     |
| V             | 8  | Battaglia (C) | Penalizado · Penalizado · Expulso |     |
| V             | 5  | Gago          | 73'                               |     |
| M             | 19 | Cardozo       |                                   | 82' |
| V             | 11 | Vargas        |                                   | 46' |
| A             | 16 | Delgado       |                                   | 76' |
| A             | 9  | Bilos         |                                   |     |
| Substituição: |    |               |                                   |     |
| M             | 10 | Insúa         |                                   | 46' |
| A             | 14 | Palacio       |                                   | 76' |
| V             | 20 | Cagna         |                                   | 82' |
| Treinador:    |    |               |                                   |     |
| Alfio Basile  |    |               |                                   |     |

| Recopa Sul-Americana 2005        |
| -------------------------------- |
| Boca Juniors Campeão (2º título) |